# Aaron Long
Aaron Long est un joueur international américain de soccer né le 12 octobre 1992 à San Bernardino en Californie. Il joue au poste de défenseur central au Los Angeles FC en MLS.

## Biographie

### En club
Aaron Long est repêché en 36e position par les Timbers de Portland lors de la MLS SuperDraft 2014. Prêté à deux reprises par les Timbers, il est finalement libéré par l'équipe de l'Oregon et s'engage avec les Sounders de Seattle en juillet 2014. Il ne joue pas non plus avec cette équipe et signe finalement un contrat USL pour la saison 2015.
En 2016, il rejoint le club des Red Bulls de New York. Il effectue ses grands débuts en MLS lors de l'année 2017, disputant 31 matchs en championnat cette saison-là.
Au terme de la saison 2022, Long arrive en fin de contrat avec les Red Bulls et décide de ne pas entrer en négociations pour renouveler son bail afin de tenter sa chance en Europe,. Cependant, après plusieurs semaines écoulées et une participation à la Coupe du monde 2022, il décide de retourner dans sa Californie du Sud natale en s'engageant au Los Angeles FC où il signe une entente de deux saisons.

### En équipe nationale
Le 9 novembre 2022, il est sélectionné par Gregg Berhalter pour participer à la Coupe du monde 2022.